# Dubivka, Cemerivți
Dubivka (în ucraineană Дубівка) este un sat în comuna Kutkivți din raionul Cemerivți, regiunea Hmelnîțkîi, Ucraina.

## Demografie
Componența lingvistică a localității Dubivka
     Ucraineană (99,06%)
     Alte limbi (0,94%)
Conform recensământului din 2001, majoritatea populației localității Dubivka era vorbitoare de ucraineană (99,06%), existând în minoritate și vorbitori de alte limbi.